# Kr. Eskilstrup Station
Kr. Eskilstrup Station er en dansk jernbanestation i Kirke Eskilstrup.